# Сумма Минковского

Сумма Минковского синей и зелёной фигуры равна красной фигуре

Суммой Минковского двух подмножеств A и B линейного пространства V (или произвольной группы) называется множество C, состоящее из сумм всевозможных векторов из A и B:
{\displaystyle C=\left\{\,c\mid c=a+b,a\in A,b\in B\,\right\}}
Аналогично определяется произведение множества на число:
{\displaystyle \lambda A=\left\{\,\lambda a\mid a\in A\,\right\}}

## Свойства
- Если множество A выпукло, то 
{\displaystyle (\lambda +\mu )A=\lambda A+\mu A}

для любых {\displaystyle \lambda >0} и {\displaystyle \mu >0}.
- {\displaystyle \lambda (A+B)=\lambda A+\lambda B}
- {\displaystyle A+B=B+A}
- {\displaystyle A+\left\{0\right\}=A}

## О разности Минковского
Множества с введенной на них суммой Минковского не образуют линейного пространства (даже выпуклые). 
Это связано с отсутствием обратного элемента (элемент -A, очевидно, таковым не является). 
- Разностью Минковского множеств A и B называется максимальное множество C такое, что
{\displaystyle C+B\subset A},

но легко видеть, что для многих множеств (например, квадрата и круга) разность Минковского не является операцией, обратной к сумме.
- Альтернативно можно продолжить сумму Минковского на линейное пространство пар выпуклых множеств (A,B) с отношением эквивалентности
{\displaystyle (A,B)\sim (C,D)\Leftrightarrow A+D=B+C}

Разность Минковского также называют геометрической разностью множеств.

## Вариации и обобщения
- Множество сумм — аналогичное определение для подмножеств групп в аддитивной и арифметической комбинаторике. Наравне с суммами рассматривается произведения множеств {\displaystyle A\times B=\left\lbrace {ab:a\in A,b\in B}\right\rbrace } и другие операции.